# Јак-17
Јаковљев Јак-17 (рус. Як-17, НАТО назив енгл. Feather) је представник прве генерације совјетских ловаца на млазни погон, конструисан након Другог светског рата на основи ловца Јак-15, од кога се разликовао увођењем трицикла у систем стајног трапа. На основу овог авиона развијена је и верзија Јак-17УТИ, намењена обуци пилота. Био је један од најважнијих ловачких авиона Совјетског Савеза и представљао је транзицију са елисних на млазне авионе.